# Flughafen Stettin-Goleniów

i8
i11
i13
Der Flughafen Stettin-Goleniów (polnisch Port Lotniczy Szczecin-Goleniów im. NSZZ „Solidarność“, IATA-Code: SZZ, ICAO-Code: EPSC) ist ein internationaler Flughafen in Polen.

## Geographische Lage
Der Flughafen liegt 30 km nordöstlich von Stettin und fünf Kilometer nordöstlich von Goleniów an der Landesstraße 3 von Świnoujście (Swinemünde) nach Jakuszyce (Jakobsthal) und der Landesstraße 6 von Goleniów (Gollnow) nach Danzig.

## Geschichte
Mit dem 1956 fertiggestellten Bau des Flughafens wurde 1953 begonnen. Gebaut wurde er als Militärflugplatz mit einer Start- und Landebahn von 1800 m mal 45 m inklusive Hangars, einer Werkstatt, zwei Tanklagern und einem Kontrollturm. 1957 wurde das 2. Jagdgeschwader Kraków hierher verlegt.
1967 wurde der zivile Flugplatz Stettin-Dąbie (Altdamm) nach Stettin-Goleniów verlegt, der nun, auf einem abgetrennten Teil, zivil genutzt wurde. Von 1976 bis 1977 wurde der Flughafen modernisiert und die Start- und Landebahn auf 2500 m verlängert. Damit war der Flughafen der seinerzeit modernste Polens. 1994 endete die Stationierung des Jagdgeschwaders.
1998 wurden die Start- und Landebahn und die Parkflächen für die Flugzeuge renoviert. Ein Jahr später erfolgte die Erneuerung der Elektroanlagen inklusive der Lande- und Anflugbefeuerung. 2001 wurde das neue Passagierterminal eingeweiht, und vier Jahre später wurde es weiter ausgebaut. 2004 wurde ein neuer Kontrollturm gebaut.
Am 29. Mai 2013 wurde der eingleisige Flughafenbahnhof Port Lotniczy Szczecin Goleniów eröffnet, der die Bahnreisenden aus Stettin und Kołobrzeg (Kolberg) direkt an den Terminal bringt.

## Flugziele

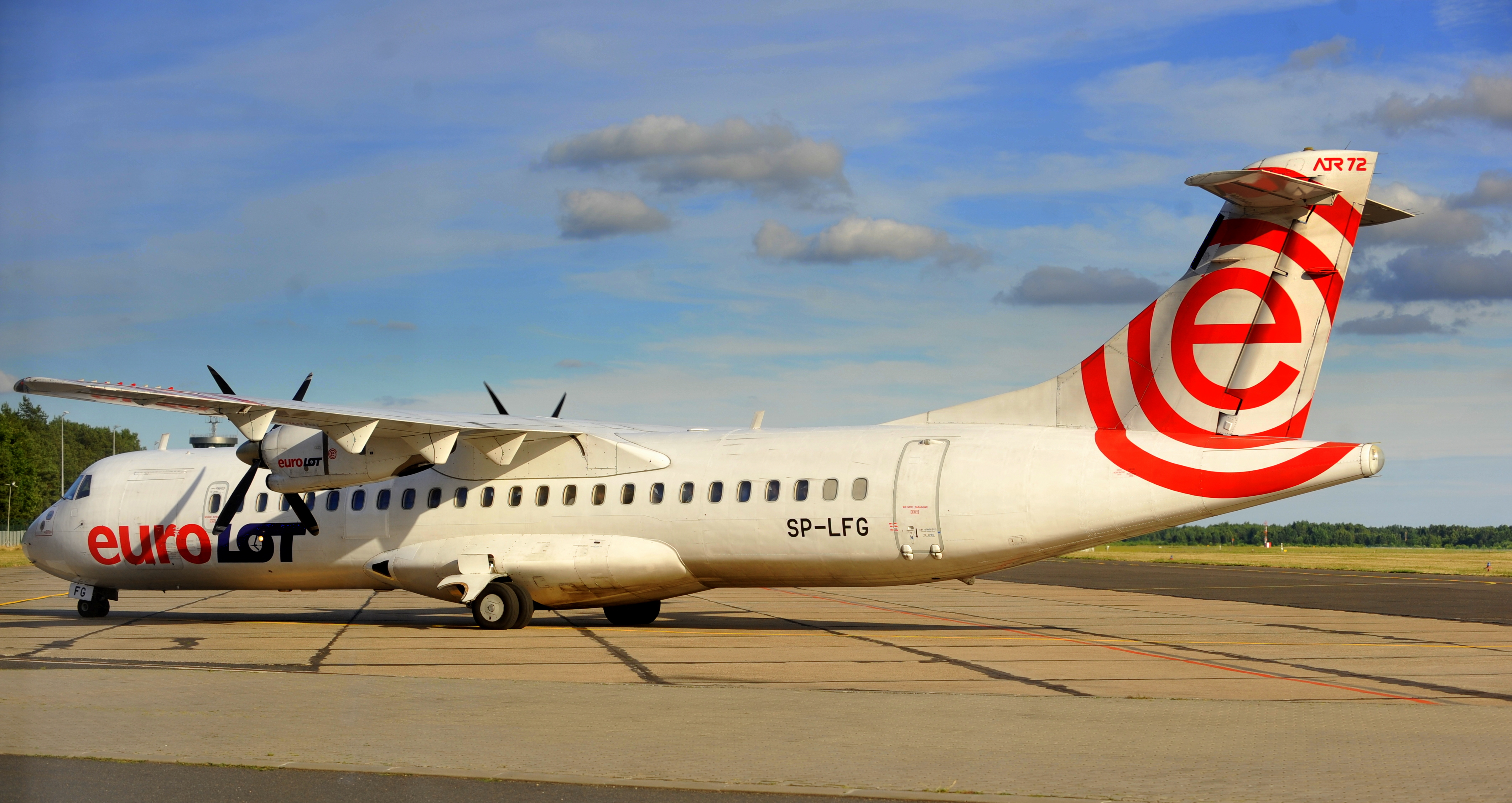
ATR 72 der EuroLOT auf dem Rollfeld des Flughafens Stettin-Goleniów (2008)

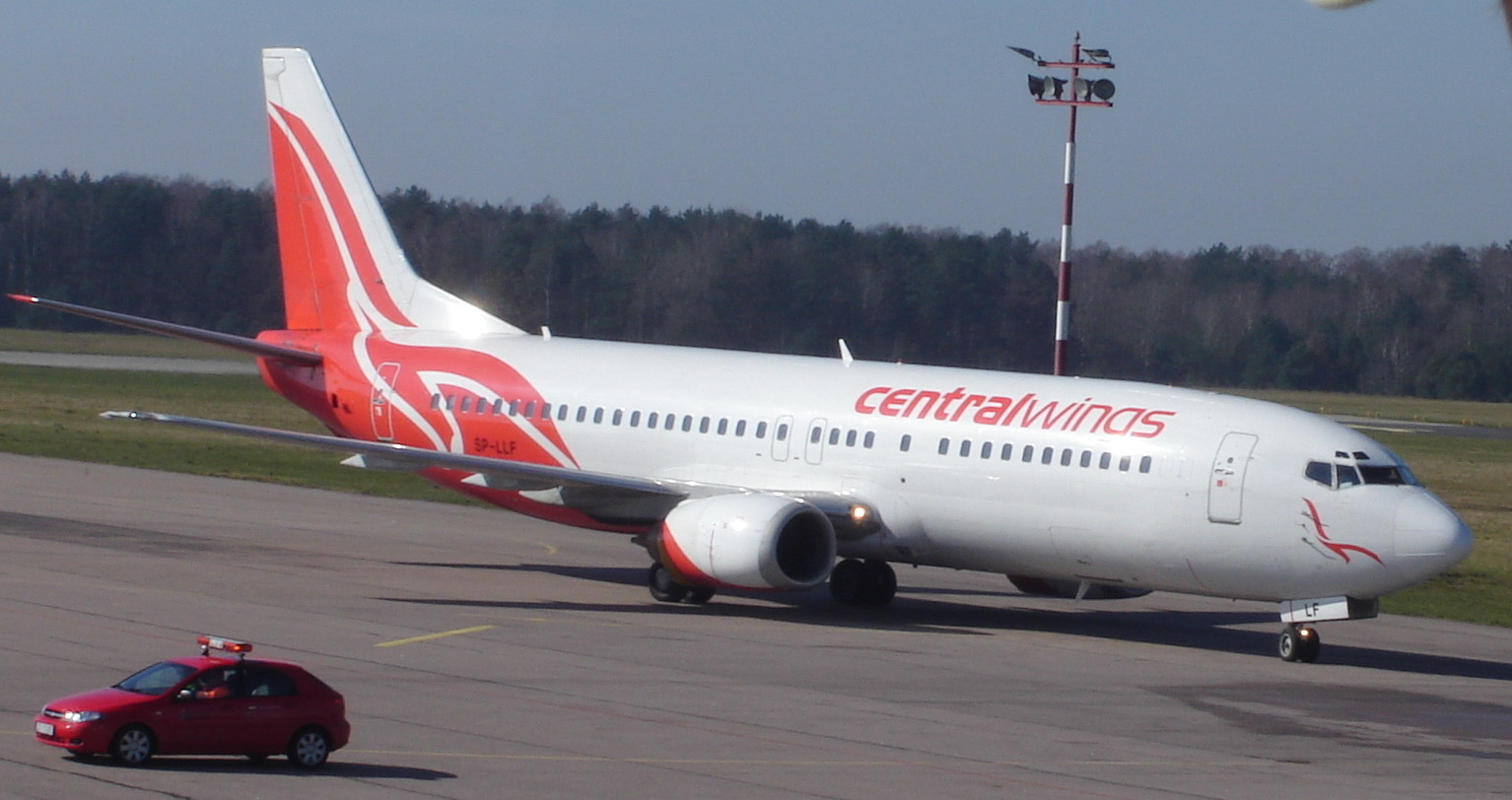
Boeing 737 von Centralwings (2007)

Der Flughafen wird von LOT, Wizz Air und Ryanair für in- und ausländische Ziele angeflogen. 2025 wurden Linienflüge zu folgenden Zielen angeboten:
| Airline  | Zielflughafen                                                                 |
| -------- | ----------------------------------------------------------------------------- |
| LOT      | 1. Warschau                                                                   |
| Ryanair  | 1. Dublin 2. Liverpool 3. London-Stansted 4. Krakau (nur in der Sommersaison) |
| Wizz Air | 1. Oslo-Torp                                                                  |

### Charterflüge
| Land    | Zielflughafen |
| ------- | ------------- |
| Ägypten | 1. Marsa Alam |
| Türkei  | 1. Antalya    |

## Statistik der Flugbewegungen
| Jahre | Passagiere | Cargo (Fracht + Post) | Flugbewegungen |
| ----- | ---------- | --------------------- | -------------- |
| 2001  | 68.830     | 336 t                 | 6.415          |
| 2002  | 76.782     | 455 t                 | 6.424          |
| 2003  | 87.435     | 618 t                 | 7.687          |
| 2004  | 96.208     | 579 t                 | 7.972          |
| 2005  | 106.812    | 208 t                 | 7.702          |
| 2006  | 182.523    | 664 t                 | 7.908          |
| 2007  | 231.711    | 1716 t                | 9.790          |
| 2008  | 297.027    | 1113 t                | 11.808         |
| 2009  | 296.234    | 874 t                 | 11.009         |
| 2010  | 280.213    | 729 t                 | 11.258         |
| 2011  | 262.089    | 802 t                 | 10.395         |
| 2012  | 356.006    | 736 t                 | 11.767         |
| 2013  | 323.744    | 621 t                 | 11.152         |
| 2014  | 287.029    | 549 t                 | 8.253          |
| 2015  | 412.547    | 492 t                 | 8.326          |
| 2016  | 467.877    | 575 t                 | 8.757          |

## Bahnverbindungen
Der Flughafen verfügt über gute Bahnverbindungen nach Stettin (Szczecin), Goleniów, Gryfice (Greifenberg) und Kołobrzeg (Kolberg). Der Bahnhof (Port Lotniczy Szczecin Goleniów) ist innerhalb des Flughafens.
Die SPNV-Anbindung besteht lediglich aus vereinzelten Zugpaaren, angepasst an die Abflüge. Mittelfristig soll der Flughafen Szczecin-Goleniów an das neu zu errichtende SKM (S-Bahn)-Netz Stettin angebunden werden. Stand September 2014 wurde eine Machbarkeitsstudie kommissioniert.